# Pastor del Himalaya

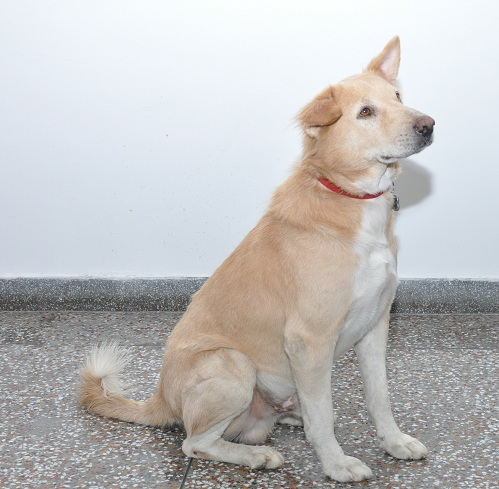

El Pastor del Himalaya es una raza de perro pastor originaria de Nepal, muy poco frecuente. En Nepal se le conoce popularmente como "Bhotey kukur".
Este perro de montaña es similar en apariencia al Terranova y al Mastín tibetano. Tienen un cuerpo grande y se les conoce por ladrar con mucha potencia.

## Apariencia
Es una raza grande con una altura a la cruz de entre 65 y 82 cm aunque de menor peso que el mastín tibetano, ya que cuenta con un peso de entre 38 y 48 kg.
Su manto doble es largo y se encuentra en una amplia variedad de colores desde el negro sólido al marrón claro, siendo el blanco el menos frecuente. La raza normalmente tiene varias sombras en el cuerpo, con una generalizada mancha blanca en el pecho.
Cambia el manto dos veces al año y su cola es larga, redondeada y peluda.

## Temperamento
Perro guardián de ganado, estos perros son inteligentes y obstinados; es una raza poderosa de carácter fuerte que necesita entrenamiento.
Excelentes perros de familia aunque criados como guardianes de granja, tienen un carácter reservado con extraños por su instinto guardián.

## Salud
Su expectativa de vida es 10 a 13 años si se cría adecuadamente, aunque en su vida diaria con el pueblo Bakarwal su esperanza de vida merma debido a la ausencia de facilidades veterinarias y la escasez de alimento adecuado.